# Hude (Nordfriesland)
Hude település Németországban, Schleswig-Holstein tartományban. Lakosainak száma 180 fő (2023. december 31.).

## Népesség
A település népességének változása:
| Lakosok száma | 191  | 169  | 178  | 178  | 189  | 180  |
|               | 1975 | 2017 | 2019 | 2021 | 2022 | 2023 |